# 片马瓦韦
片马瓦韦（学名：Lepisorus elegans），为水龙骨科瓦韦属下的一个植物种。